# Луссекатт
Луссекатт (швед. lussekatt) — випічка, що прикрашена родзинками. Це традиційний шведський кондитерський виріб у формі оборотної латинської літери «S», що запам'ятовується своїм жовтим кольором завдяки тому, що додають у тісто шафран.
Луссекатт випікають до Дня святої Люсії, який відзначається у Швеції 13 грудня. До луссекатт подають каву або ґльоґ.